# Charles Pelham Villiers
Charles Pelham Villiers, född den 3 januari 1802 i London, död där den 16 januari 1898, var en brittisk politiker, bror till George Villiers, 4:e earl av Clarendon.
Villiers blev under sin juridiska studietid nära vän med Macaulay och "de filosofiska radikalerna" (Bentham, Mill, Molesworth med flera). Han anställdes 1832 i fattigvårdskommissionen och innehade 1833-1852 en underordnad syssla i Court of Chancery. Parlamentsledamot blev han 1835 för Wolverhampton och representerade sedan denna krets i nära 63 år, till sin död. Villers var den flitige pionjären för frihandelsrörelsen genom sitt från 1838 årligen upprepade förslag om spannmålstullarnas borttagande, vilket samlade år för år växande minoriteter, till dess 1846 segern kom genom förslagets upptagande av premiärminister Peel. Därmed var Villiers egentliga livsgärning utförd, och han har för allmänna uppfattningen väl mycket bortskymts av Cobden. Han var 1859-66 president i Poor Law Board med säte i kabinettet (Palmerstons) och anordnade under "bomullshungersnöden i Lancashire" omfattande nödhjälpsarbeten. Gladstones home-rulepolitik förmådde Villiers att 1886 övergå till liberalunionisterna. Som underhusets äldste ledamot, "husets fader", intog han en aktad ställning; ännu hösten 1895 var han närvarande vid ett sammanträde. Villiers staty restes 1879 i Wolverhampton; en annan står i Manchesters Free Trade Hall. Hans Free Trade Speeches utgavs samlade 1883 (2 band).